# (58460) Le Mouélic
(58460) Le Mouélic, désignation internationale (58460) Le Mouelic, est un astéroïde de la ceinture principale.

## Description

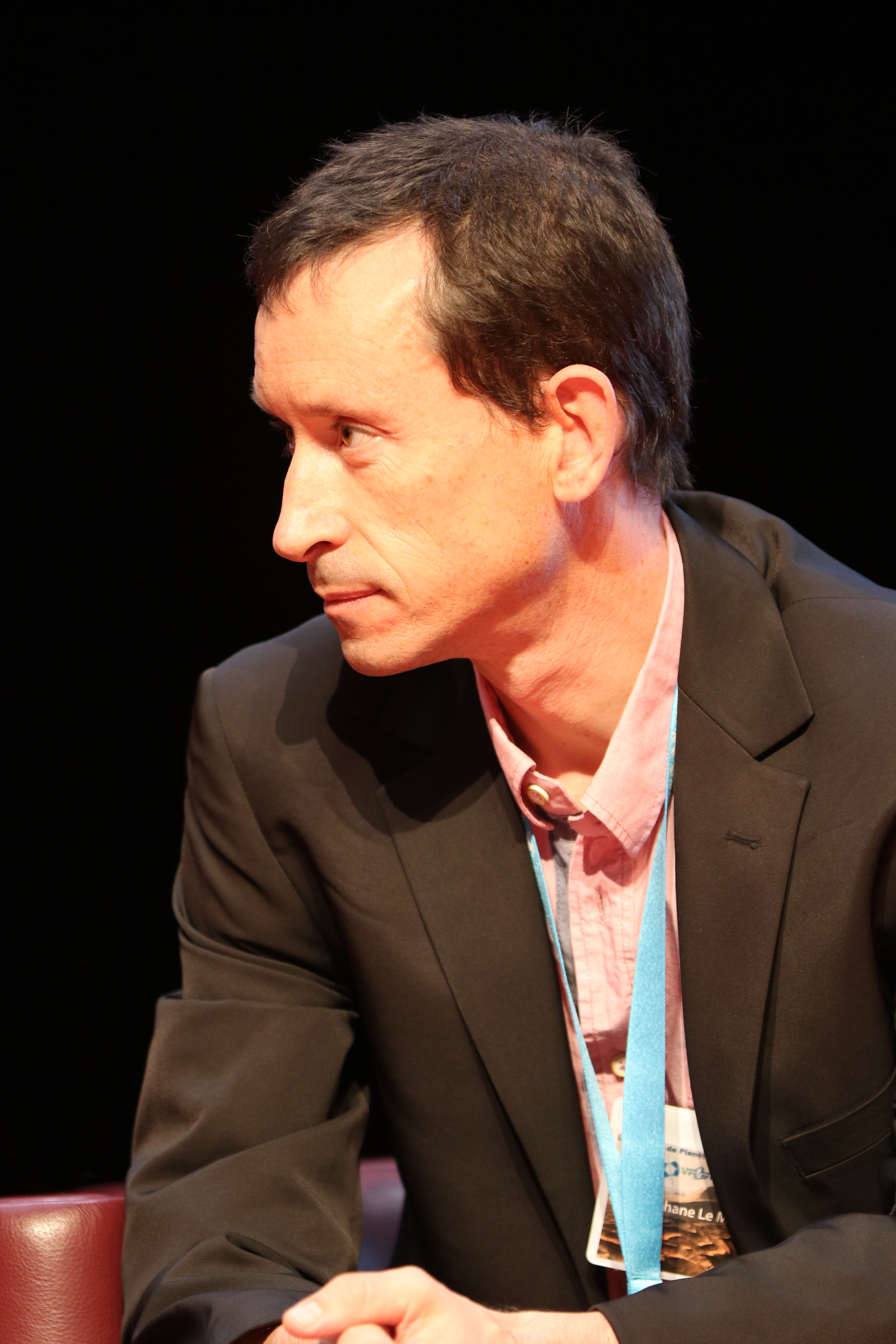
Stéphane Le Mouélic en 2015

(58460) Le Mouélic est un astéroïde de la ceinture principale. Il fut découvert par le programme NEAT le 13 juin 1996 à Haleakala. Il présente une orbite caractérisée par un demi-grand axe de 2,29 UA, une excentricité de 0,22 et une inclinaison de 21,47° par rapport à l'écliptique.
Il fut nommé en l'honneur de Stéphane Le Mouélic (né en 1972) ingénieur de recherche à l'Université de Nantes, spécialisé dans les systèmes de télédétection et le traitement d'images des surfaces planétaires.

## Compléments